# Duathlon ai Giochi mondiali 2022 - Gara maschile
La gara maschile di duathlon ai Giochi mondiali 2022 si è svolta il 16 luglio 2022 a Birmingham.

## Risultati
| pos. | atleta                    | tempo   |
| ---- | ------------------------- | ------- |
|      | Maxime Hueber-Moosbrugger | 1:47:57 |
|      | Benjamin Choquert         | 1:48:20 |
|      | Victor Zambrano           | 1:48:56 |
| 4    | A. Vandecasteele          | 1:49:04 |
| 5    | Arnaud Dely               | 1:49:32 |
| 6    | Vincent Bierinckx         | 1:50:12 |
| 7    | Nathan Guerbeur           | 1:50:45 |
| 8    | Sam Mileham               | 1:52:20 |
| 9    | Michael Ott               | 1:52:28 |
| 10   | Isaac Valencia            | 1:52:34 |
| 11   | Fumiya Tanaka             | 1:52:55 |
| 12   | Matt Smith                | 1:53:21 |
| 13   | Nabil Kouzkouz            | 1:53:28 |
| 14   | Fer Casares               | 1:53:57 |
| 15   | Thomas Cremers            | 1:55:21 |
| 16   | Franco Forestier          | 1:55:43 |
| 17   | B.E. Moya Manrique        | 1:56:01 |
| 18   | Joey van 't Verlaat       | 1:56:29 |
| 19   | Dylan Kruger              | 1:56:37 |
| 20   | Albert Harrison           | 1:57:25 |
| 21   | Saud Alzaabi              | 1:57:33 |
| 22   | Jonathan Benjamin         | 1:57:56 |
| 23   | Quinchara Forero          | 2:02:13 |
| 24   | Ibarra Gregori            | 2:02:20 |
| 25   | Alex Arman                | 2:05:59 |
| 26   | Valentin Gutknecht        | 2:08:56 |
| -    | Moussa Karich             | DNF     |
| -    | Faris Alzaabi             | DNF     |
| -    | Guete Quintero            | LAP     |
| -    | A.J. Alagona              | DNS     |